# Urtica angustifolia
Urtica angustifolia là loài thực vật có hoa trong họ Tầm ma. Loài này được Fisch. ex Hornem. miêu tả khoa học đầu tiên năm 1819.